# Institutionen för beteende-, social- och rättsvetenskap (Örebro universitet)
Institutionen för beteende-, social och rättsvetenskap (BSR) är en av åtta institutioner vid Örebro universitet. Institutionen bedriver samhällsvetenskaplig forskning inom kriminologi, psykologi, rättsvetenskap och socialt arbete samt utbildning inom dessa ämnesområden. Tidigare hette den Institutionen för juridik, psykologi och socialt arbete (JPS) men bytte namn i januari 2023.
Cirka 3500 studenter studerar vid institutionen. Institutionen leds av tillförordnade prefekten Sofia Sjödin samt en enhetschef för varje av institutionens olika ämnesområden.
Institutionen BSR är den institution vid Örebro universitet med högst söktryck. Tre av universitetets fyra mest sökta utbildningsprogram tillhör institutionen. Juristprogrammet som ges vid BSR är universitetets mest sökta utbildningsprogram, och höstterminen 2017 det 12:e mest sökta utbildningsprogrammet i Sverige.

## Utbildningsprogram vid BSR
- Juristprogrammet (270 hp)
- Kriminologiprogrammet (180 hp)
- Psykologprogrammet (300 hp)
- Rättsvetenskapliga programmet med internationell inriktning (180 hp)
- Socionomprogrammet (210 hp)[7]
- Hälso- och sjukvårdskuratorprogrammet (60 hp)